# 安大略森特 (紐約州)
安大略森特（英語：Ontario Center）是位於美國紐約州韋恩縣的非建制地區。

## 歷史
安大略森特的郵局自1865年營運至今。

## 地理
安大略森特所處的海拔為高於海平面136米（即446英呎），而該地所採用的時區為UTC-5，即北美东部时区（EST）。同時該地設有夏令時間，為UTC-5調快一小時，即UTC-4（EDT）。